# Oltványi Imre
Oltványi Imre, írói álnéven Ártinger Imre (Bácsalmás, 1893. február 20. – Budapest, 1963. január 13.) magyar politikus, pénzügyminiszter, művészeti író, műgyűjtő, műkritikus.

## Élete
1920-ban a budapesti tudományegyetemen szerzett doktorátust. Közben tanult a budapesti Keleti Kereskedelmi Akadémián is. 1920–21-ben az Országos Földműves Szövetség titkára, 1922-től 1944-ig a Magyar Jelzálog Hitelbank tisztviselője (1925-től igazgatója, 1937-től ügyvezető igazgatója). 
1930-ban alapító tagja a Független Kisgazdapártnak, amelyben mindvégig vezető szerepet töltött be. 1943-tól a párt Polgári Tagozatának elnöke. A II. világháború idején részt vett az ellenállási mozgalomban. 
1945. januárjától a Magyar Nemzeti Bank elnöke, július 21-től november 12-ig pénzügyminiszter, 1945. decembertől 1946. júliusáig ismét a Nemzeti Bank elnöke. 1945–47-ben nemzetgyűlési képviselő. 1947–48-ban berni magyar követ.
1949-től a Magyar Nemzeti Múzeum elnöke, 1950-től nyugdíjazásáig, 1952-ig a Szépművészeti Múzeum főigazgatója. Magángyűjteményét a bajai Türr István Múzeumra hagyta.

## Irodalmi munkássága
Újságokban és folyóiratokban nagyszámú – főleg képzőművészeti tárgyú, a modern művészetet propagáló – cikke jelent meg. 1935–38-ban a Magyar Művészet című folyóirat szerkesztője. 1942–44-ben a Magyar Nemzet állandó képzőművészeti kritikusa.

## Főbb művei
- Egry József (Bp., 1932)
- Derkovits Gyula (Bp., 1934. mindkét könyv Ártinger Imre néven)
- Művészeti krónika. Összegyűjtött képzőművészeti írások; szerk., utószó, jegyz. Sümegi György; MTA Művészettörténeti Kutató Intézet, Bp., 1991
- Derkovits Gyula; 2. bőv. kiad.; Szombathelyi Képtár, Szombathely, 1994